# Briercrest
Briercrest est une communauté située dans la province de Saskatchewan, dans le centre-sud.